# اللجنة الدستورية السورية
اللجنة الدستورية السورية هي جمعية تأسيسية مرخصة من الأمم المتحدة، وتسعى إلى التوفيق بين الحكومة السورية برئاسة الرئيس بشار الأسد والمعارضة السورية، في سياق عملية السلام السورية، من خلال تعديل الدستور الحالي أو اعتماد دستور جديد لأجل سوريا. وتأمل الأمم المتحدة أن يؤدي هذا إلى مفاوضات سلام تؤدي إلى نهاية سلمية الحرب الأهلية السورية، التي كانت مستعرة لأكثر من ثماني سنوات بحلول تشكيل اللجنة. تم تشكيلها بموافقة رسمية من الطرفين المعنيين، وكذلك الأمم المتحدة نفسها.
وصفها الأمين العام للأمم المتحدة أنطونيو غوتيريس بأنها جزء من عملية سلام «مملوكة لسوريا وتتزعمها سوريا».  القرارات التي تتخذها ليست ملزمة بموجب القانون السوري وتعتمد اللجنة على حسن نية الطرفين لتنفيذها.

## التاريخ
يمكن إرجاع اقتراح إنشاء لجنة لتغيير الدستور السوري إلى قرار مجلس الأمن رقم 2254 الذي تم تبنيه في ديسمبر 2015. وفر القرار إطارًا لإنشاء مثل هذه اللجنة، لكن تم تأجيل تنفيذها إلى ما بعد محادثات السلام في جنيف حول سوريا ثم تأخر لاحقًا حتى تم التوصل إلى اتفاق إطاري تقريبي في روسيا في يناير 2018.
استمر تأجيل تشكيل اللجنة عدة مرات، حيث اختلف الجانبان بشدة حول تكوينها واستمروا في قتال بعضهم البعض على الأرض. 
بحلول الوقت الذي تم الاتفاق على تشكيل اللجنة، تمكنت الحكومة السورية من إعادة غالبية أراضي البلاد تحت سيطرتها عبر الوسائل العسكرية.
حتى مع اقتراب قائمة عضوية اللجنة من الاكتمال، ظهرت حجج حول اختيار الأعضاء «لتمثيل المجتمع المدني» - حيث تحاول كل من الحكومة السورية والمعارضة التأثير على اختيار الشخصيات من قائمة الأمم المتحدة. تم الاتفاق على النسبة النهائية وعملية الترشيح لأعضاء اللجنة، وكذلك قواعد عملها في 23 سبتمبر 2019 بعد اجتماع بين مبعوث الأمم المتحدة جير بيدرسن ووزير الخارجية السوري وليد المعلم.  

## الجلسة الافتتاحية

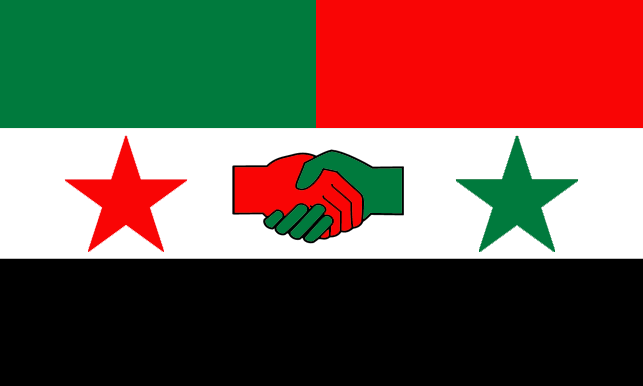
شعار عملية السلام السورية

اجتمعت اللجنة لأول مرة في 30 أكتوبر 2019، الساعة 12:00 بالتوقيت المحلي في مكتب الأمم المتحدة في جنيف. 
انتقد الرئيس المشارك، الذي رشحته الحكومة السورية، أحمد كزبري، «الإرهاب» وأشاد بـ «تضحيات والأعمال البطولية» للجيش السوري خلال خطابه الافتتاحي. صرح الرئيس المشارك المرشح للمعارضة، هادي البحرة، بأن الوقت قد حان «للاعتقاد بأن النصر في سوريا يحقق العدالة والسلام لا ينتصر في الحرب». لم يصافح الرئيسان المشاركان في نهاية حفل الافتتاح الذي استمر 45 دقيقة.

## تكوين

### اللجنة الموسعة
تتألف اللجنة بأكملها، التي يشار إليها باسم اللجنة الموسعة ، من ثلاث مجموعات تضم كل منها 50 عضوًا، حيث يتم ترشيح المجموعة الأولى مباشرةً من قبل حكومة بشار الأسد. والثاني يتم ترشيحه مباشرة من قبل الهيئة العليا للمفاوضات للمعارضة السورية، والثالث يضم شخصيات من المجتمع المدني السوري، تختارها الأمم المتحدة. يتم اختيار حصة الأمم المتحدة من أعضاء من خلفيات دينية وإثنية وجغرافية متنوعة، نصفهم تقريباً من النساء.    
30 ٪ من جميع أعضاء اللجنة هم من النساء وسبعة أعضاء من الأكراد السوريين. 
يرأس اللجنة رئيسان مشاركان متساويان - أحدهما من قبل الحكومة السورية والآخر من المعارضة السورية.  ويساعدهم جير بيدرسن، مسؤول الأمم المتحدة الذي خلف ستافان دي ميستورا كرئيس لجهود السلام التي تبذلها الأمم المتحدة في سوريا. ليس لديه أي منصب أو سلطة رسمية في اللجنة ودوره هو فقط أن يكون وسيطًا طوعيًا نزيهًا بين الجانبين. 

### اللجنة المصغرة
الهيئة المصغرة للجنة هي نسخة مختصرة من الهيئة الكبيرة، تشبه لجنة برلمانية، تضم 15 عضوًا من كل مجموعة من مجموعات الهيئات الكبيرة. 

## النزاعات
هيئة المفاوضات العليا هي المجموعة الوحيدة المختارة لتمثيل المعارضة السورية، تاركة العديد من الجماعات المناهضة للحكومة في سوريا غير ممثلة بالكامل في اللجنة. على الرغم من ضم سبعة أكراد في اللجنة، فإن الإدارة الذاتية لشمال وشرق سوريا، إضافة إلى جناحها العسكري ذي الأغلبية الكردية - قوات سوريا الديمقراطية، لم يتم تمثيلها بالكامل.  هيئة تحرير الشام، وهي جماعة مرتبطة بتنظيم القاعدة حددتها الأمم المتحدة كمنظمة إرهابية، وهي أكبر جماعة متمردة في سوريا، تم استبعادها من المفاوضات لتشكيل اللجنة من بدايتها.
موضوع عمل اللجنة موضع تساؤل من قبل الجانبين. يؤكد وفد الحكومة السورية على ضرورة تركيز عمل اللجنة على تعديل الدستور السوري الحالي، الذي تم تبنيه في عام 2012، بينما يصر مندوبو المعارضة على وضع دستور جديد تمامًا.

## العملية الإجرائية
يجب تقديم جميع المقترحات أولاً في اللجنة المصغرة. إذا تم قبول مسودة الاقتراح من قبل اللجنة المصغرة، يتم تمريرها للتصويت في اللجنة الموسعة. لا يتم اعتماد الاقتراح إلا إذا قبلته كلتا اللجنتين. 
أي قرار من كل من اللجنة الموسعة أو المصغرة لا يمكن أن يمر إلا إذا كان يتمتع بدعم الأغلبية العظمى التي تتكون من 75 ٪ من أعضاء اللجنةالمعنية. ومع ذلك، يتم توجيه اللجنة لاتخاذ القرارات بتوافق الآراء كلما أمكن ذلك.  
إذا تمكنت اللجنة من صياغة دستور سوري جديد كامل، فسيتم طرحه بعد ذلك على استفتاء تحت مراقبة الأمم المتحدة للموافقة عليه من قبل الشعب السوري. 
على الرغم من ذلك، تجدر الإشارة إلى أن اللجنة الدستورية ليس لها وضع قانوني رسمي داخل سوريا وأن القرارات التي اتخذتها ليست ملزمة في القانون السوري، حيث أن تشكيل اللجنة لا يتماشى مع عملية التعديل الدستوري المحددة من الدستور السوري الحالي. علاوة على ذلك، تفتقر اللجنة أيضًا إلى تفويض قانوني من المعارضة السورية. بسبب هذه الحقائق، يبقى أن نرى ما إذا كان أي من الطرفين سيحترم فعليًا قرارات اللجنة. 

## ردود أفعال
- الأمم المتحدة - وصفت الأمم المتحدة إطلاق اللجنة بأنه «علامة أمل» لإنهاء الحرب الأهلية السورية.[25]

- سوريا - صرح وزير الخارجية السوري وليد المعلم أن الحكومة السورية «ملتزمة بعملية سياسية لإنهاء أزمة استمرت أكثر من ثماني سنوات». وصفت قناة الدولة السورية (سانا) اجتماع وزير الخارجية مع سلطات الأمم المتحدة بأنه «بناء وإيجابي».[26]

- روسيا - دعمت روسيا تشكيل اللجنة، ووصفت إطلاقها بأنها «نصر».[27]

- إيران - عبرت إيران عن دعمها للاتفاقية، حيث صرح وزير الخارجية الإيراني جواد ظريف بأنه كان يعتقد دائمًا أن نهاية الصراع السوري ستأتي من خلال حل سياسي، وأضاف أن اللجنة ستحظى بدعم إيران الكامل. [27]

- تركيا - أيد وزير الخارجية التركي مولود جاويش أوغلو الاتفاقية، قائلاً إن تركيا «شددت على أهمية الحاجة إلى التعامل مع القضايا الإنسانية في جميع أنحاء الأراضي [السورية] بأكملها». [27]

- فرنسا - عبرت وزارة الخارجية الفرنسية عن دعمها لما تعتبره «إعادة إطلاق التنظيم السياسي في سوريا تحت رعاية الأمم المتحدة».[28]

- Syrian Opposition - وصف المتحدث باسم لجنة المفاوضات العليا اللجنة بأنها «شيء منطقي»، من شأنه أن يخلق «بيئة آمنة» لصياغة دستور جديد. كما وصفها بأنها «نقطة تحول حاسمة» في تحقيق حل سياسي. [14]

أدانت الشبكة السورية لحقوق الإنسان تشكيل اللجنة، قائلة إنها تعتقد أنها «تنتهك وتخالف القانون الدولي». 
ندد المنشق السوري أنور البني باللجنة ووصفها بأنها «ذريعة لتحقيق أجندة عسكرية على الأرض». 
انتقدت مجموعات معارضة مختلفة ممثلي المعارضة في المجلس على وسائل التواصل الاجتماعي، ووصفوها بأنها «غير تمثيلية» أو «غير مؤهلة»، في حين أن آخرين رفضوا اللجنة بالكامل، ووصفوها بأنها «محاولة عقيمة»، والتي من شأنها فقط «شراء الوقت» للحكومة السورية لبدء هجوم عسكري جديد ضد المعارضة. 
أدانت كتائب صقور الشام وبقايا حركة نور الدين الزنكي تشكيل اللجنة وذكرت أنها ستقاطع قراراتها. 
- Rojava - أدان مسؤولو روجافا حقيقة أنهم استُبعدوا من محادثات السلام وذكروا أن «وجود زوجين من الأكراد» في اللجنة لا يعني أن الأكراد السوريين كانوا ممثلين بشكل صحيح فيها.[29] اتهم الرئيس المشارك للمجلس الديمقراطي السوري تركيا باستخدام حق النقض ضد تمثيل الأكراد السوريين في اللجنة.[30] كما نظمت الإدارة الكردية مظاهرات أمام مكتب الأمم المتحدة في القامشلي للاحتجاج على استبعادهم من اللجنة.[31]

### تحليل
قوبل إطلاق اللجنة بالشك من قبل المحللين السياسيين، الذين لاحظوا كلاً من الافتقار إلى حسن النية بين الحكومة السورية والمعارضة، فضلاً عن المكاسب الإقليمية الأخيرة للحكومة كأسباب، والتي قد تمنع اللجنة من تحقيق هدفها المعلن.   انتقد بعض المحللين أيضًا قاعدة الأغلبية العظمى البالغة 75٪ ، والتي وصفوها بأنها «وصفة للشلل».  أشار بعض الخبراء إلى أنه من غير المحتمل أن تؤدي اللجنة إلى السلام، حيث يتم استبعاد مجموعات كبيرة، مثل روجافا، من عملية السلام، بينما أدانت أجزاء من المعارضة السورية اللجنة تمامًا. كما أشاروا إلى أن اللجنة تواجه انتقادات للطبيعة غير المنتخبة لأعضائها وأن اللجنة نفسها قد تكون «غير دستورية»، لأنها تقع خارج القواعد المنصوص عليها في الدستور السوري الحالي للتعديلات الدستورية، مما يجعلها قرارات غير ملزمة قانونيا في سوريا. 

## روابط خارجية
- الاختصاصات المتفق عليها والقواعد الإجرائية الأساسية للجنة الدستورية السورية من الموقع الرسمي للأمم المتحدة
- الموقع الرسمي لمكتب المبعوث الخاص للأمم المتحدة إلى سوريا
- فيديو للاجتماع الرسمي للجنة الدستورية السورية في جنيف، 30 أكتوبر 2019، من الموقع الرسمي للأمم المتحدة